# Katja Kraus
Katja Kraus (* 23. November 1970 in Offenbach am Main) ist eine ehemalige deutsche Fußballtorhüterin und -funktionärin.

## Karriere als Fußballspielerin
Kraus spielte von 1986 bis 1998 als Torhüterin für den FSV Frankfurt und absolvierte 220 Spiele in der Bundesliga. Sie wurde dreimal deutsche Meisterin (1986, 1995, 1998) und viermal deutsche Pokalsiegerin (1990, 1992, 1995, 1996). In der Saison 1996/97 blieb Kraus vom 1. September 1996 bis zum 20. April 1997 über 1314 Minuten ohne Gegentor, was bis heute den Rekord in der Frauen-Bundesliga darstellt.
Zwischen 1995 und 1997 kam sie bei sieben Spielen der deutschen Nationalmannschaft zum Einsatz. Sie wurde 1995 Vize-Weltmeisterin und Europameisterin und stand als Ersatzspielerin im Aufgebot bei den Olympischen Spielen 1996.

## Berufliche Karriere
Kraus studierte von 1990 bis 1996 in Frankfurt am Main Germanistik und Politik. Von 1997 bis 1998 arbeitete sie im PR-Ressort von Adidas und von 1998 bis 2003 als Pressesprecherin von Eintracht Frankfurt.
Zum 16. März 2003 wurde sie beim Hamburger SV Vorstandsmitglied für die Bereiche Marketing und Kommunikation. Damit wurde Kraus zur ersten Frau im Vorstand eines Fußball-Bundesligisten. Gemeinsam mit ihren Vorstandskollegen Bernd Hoffmann und Dietmar Beiersdorfer führte sie den HSV 2006 in die Champions League. In den folgenden Spielzeiten war der HSV stets im UEFA Cup bzw. der Europa League vertreten und stand dort 2009 – neben dem DFB-Pokal-Halbfinale – sowie 2010 jeweils im Halbfinale. Nachdem sich der HSV in der Saison 2009/10 nicht mehr für das internationale Geschäft hatte qualifizieren können und es nach einem Vorstandsstreit zur Trennung von Beiersdorfer gekommen war, beschloss der Aufsichtsrat im März 2011, sich auch von Hoffmann und Kraus zu trennen.
Danach begann sie als Schriftstellerin Sachbücher zu schreiben. 2013 erschien das Buch Macht – Geschichten von Erfolg und Scheitern und 2015 Freundschaft – Geschichten von Nähe und Distanz.
Seit Juli 2013 ist sie geschäftsführende Gesellschafterin der Sportmarketingagentur Jung von Matt/sports. Von Mai 2014 bis Mai 2019 war sie Mitglied des Adidas-Aufsichtsrats.
Kraus ist Mitglied der Deutschen Akademie für Fußballkultur. Sie unterstützte von 2013 bis 2016 als Jurymitglied die Auszeichnung zum Fußballbuch des Jahres des Deutschen Fußball-Kulturpreises.

## Erfolge
- Europameister: 1995
- Deutscher Meister: 1986, 1995, 1998
- Deutscher Pokalsieger: 1990, 1992, 1995, 1996
- DFB-Supercup-Sieger: 1995, 1996

## Privates
Kraus ist liiert mit der ehemaligen Staatssekretärin im Bundesministerium der Verteidigung, Katrin Suder. Anfang März 2017 ließen sie und Suder eine Lebenspartnerschaft eintragen. Sie leben zusammen mit Suders drei Kindern in Hamburg.